# 郭寶勝
郭寶勝（1972年1月7日—），出生于中国青海省湟中县，是作家、時政評論家、華人牧師。曾任對華援助協會特約評論員、美國之音簽約評論員、自由亞洲電臺簽約評論員、民報專欄作家、《縱覽中國》專欄作家、《臺灣海外網》專欄作家、臺灣基督長老教會總會中國研究中心研究員、中國福音會基督教與中國研究中心研究員、中國公民社會研究院研究員。

## 生平
郭寶勝1972年1月7日出生於青海省湟中县；郭寶勝1990年考入中國人民大學哲學系，是1989年六四後，北京高校學運的主要參與者和組織者。1993年因在人民大学纪念六四被短暂拘捕关押。
1994年被中華人民共和國政府當局以陰謀顛覆政府罪判刑3年零6個月。出獄後成為中國家庭教會傳道人，是中國基督教界和企業文化界“天職觀”“羊文化”的首倡者。後來美國讀神學院，獲道學碩士學位，也被按立為牧師。並參與海外民主運動，並在美國、臺灣等各地刊物、網站發表文章。 
郭寶勝的著作有《敬業》、《天職》、《新職業觀》、《榮耀職場》、《羔羊必勝：基督教視野下的中國教會、社會和政治》、《拆不毀的十字架》、《群体性事件组织手册》、《基督教中国化运动剖析》等書。其中早期出版的職場書籍是偽書，筆名分別為曼德和曼麗，他自己後來在見證中承認此欺詐行為。不過曹長青認為他對起初出偽書的欺騙行為之悔改還是不徹底，參見『長青論壇』油管《谎言“牧师”郭宝胜的存在是对所有基督徒的侮辱！》。

## 政治立場
反对中共，支持臺獨、藏獨、港獨、疆独等。

## 著作
- 《群體性事件組織手冊》  （页面存档备份，存于），2012年。 （页面存档备份，存于），2013年
- 《基督教中國化運動剖析》  （页面存档备份，存于），2017年